# Liste der denkmalgeschützten Objekte in Absam
Die Liste der denkmalgeschützten Objekte in Absam enthält die 43 denkmalgeschützten, unbeweglichen Objekte der Tiroler Gemeinde Absam.

## Denkmäler
| Foto |                 | Denkmal | Standort                                      | Beschreibung | Metadaten |
| ---- | --------------- | --- | --------------------------------------------- | --- | --- |
| ja   | Datei hochladen | ehem. Bauernhaus (Fischler-Müller), Mittertennhof, Einhof HERIS-ID: 108784 Objekt-ID: 126301 TKK: 62590seit 2012     | Bachgasse 4 Standort KG: Absam                | Der Mittertennhof mit Satteldach und reichem barocken Bundwerkgiebel stammt im Kern aus dem 16. Jahrhundert und weist spätgotische Baudetails wie ein abgefastes Rundbogenportal auf. Die Fassade ist mit einem barocken Fresko der Schmerzensmutter von 1763 gestaltet. Seit dem 18. Jahrhundert ist eine Getreidemühle nachweisbar. Im Inneren hat sich eine gewölbte Küche erhalten. | BDA-Hist.: Q37813444 Status: Bescheid Stand der BDA-Liste: 2025-06-30 Name: ehem. Bauernhaus (Fischler-Müller), Mittertennhof, Einhof GstNr.: .84/1 Bachgasse 4 (Absam)                                                     |
| ja   | Datei hochladen | Ehem. Mühle HERIS-ID: 38953 Objekt-ID: 38625 TKK: 62591                                                              | Bachgasse 5 Standort KG: Absam                | Das gemauerte dreigeschoßige Gebäude mit flachem Satteldach und Bundwerkgiebel stammt im Kern aus dem 16. Jahrhundert. Die Fassade ist mit barocken Malereien von 1797 (hl. Romedius, Mariahilfmedaillon) geschmückt und weist ein spätgotisch abgefastes Rundbogenportal sowie Fenster mit Hohlkehlen auf. Auch im Inneren haben sich gotische Baudetails erhalten. | BDA-Hist.: Q37985751 Status: Bescheid Stand der BDA-Liste: 2025-06-30 Name: Ehem. Mühle GstNr.: .88 |
| ja   | Datei hochladen | Pfarrladen, alte Friedhofskapelle HERIS-ID: 110578 Objekt-ID: 128285 TKK: 62524seit 2013                             | bei Dörferstraße 55a Standort KG: Absam       | Der Pfarrladen am Friedhof am südlichen Aufgang zur Pfarr- und Wallfahrtskirche entstand zwischen 1879 und 1895 für den Devotionalienhandel. Der gemauerte Bau über rechteckigem Grundriss wird durch ein leicht geschweiftes Satteldach abgeschlossen. Die nach Osten orientierte Hauptfassade weist eine mittige Eingangstür und zwei flankierende Fenster auf. Den Maueröffnungen sind architravierte historistische Ladenvorbauten in grün-weiß gefasstem Holz vorgeblendet. | BDA-Hist.: Q37819503 Status: Bescheid Stand der BDA-Liste: 2025-06-30 Name: Pfarrladen, alte Friedhofskapelle GstNr.: .113/1                                                                                                |
| ja   | Datei hochladen | Ehem. Einhof Bichl HERIS-ID: 87227 Objekt-ID: 101617 TKK: 62600                                                      | Dörferstraße 21 Standort KG: Absam            | Der ehemalige Einhof ist seit Anfang des 17. Jahrhunderts urkundlich nachweisbar, aus dieser Zeit stammen auch Teile des Mauerwerks. Im 18. Jahrhundert wurde er ausgebaut. Der zweigeschoßige Bau mit Satteldach besteht aus einem durchgehend gemauerten Wohnteil mit Mittelflurgrundriss und dem südlich anschließenden Wirtschaftsteil, der 1967 für Wohnzwecke adaptiert wurde. Der Wohnteil weist einen reichen Bundwerkgiebel von 1763 und Fassadenmalereien mit Heiligendarstellungen von 1731 auf, der Wirtschaftsteil einen Holzgiebel mit Giebellaube und Trockengestänge. | BDA-Hist.: Q37719095 Status: Bescheid Stand der BDA-Liste: 2025-06-30 Name: Ehem. Einhof Bichl GstNr.: .55 |
| ja   | Datei hochladen | Bauernhaus Lenzeler HERIS-ID: 38957 Objekt-ID: 38629 TKK: 62587                                                      | Dörferstraße 35 Standort KG: Absam            | Der breit gelagerte zweigeschoßige Mittertennhof stammt im Kern aus dem 17. Jahrhundert und wurde 1763 mit einem barocken Bundwerkgiebel versehen. Am Wohnteil finden sich Reste von Fassadenmalereien aus dem 17. Jahrhundert und ein Mariahilfmedaillon von 1863. | BDA-Hist.: Q37985767 Status: Bescheid Stand der BDA-Liste: 2025-06-30 Name: Bauernhaus Lenzeler GstNr.: 121/3 |
| ja   | Datei hochladen | Brunnen hl. Florian HERIS-ID: 110107 Objekt-ID: 127761 TKK: 62609                                                    | gegenüber Dörferstraße 37 Standort KG: Absam  | Der Brunnen vom Anfang des 20. Jahrhunderts besteht aus einem rechteckigen Steintrog und einer bildstockartigen Brunnensäule mit Satteldach. In der Rundbogennische befindet sich eine Darstellung des hl. Florian vor Absam. | BDA-Hist.: Q37817065 Status: § 2a Stand der BDA-Liste: 2025-06-30 Name: Brunnen hl. Florian GstNr.: 2196/3 |
| ja   | Datei hochladen | Brunnen HERIS-ID: 110106 Objekt-ID: 127760 TKK: 62610                                                                | westlich Dörferstraße 43a Standort KG: Absam  | Der Brunnen mit längsrechteckigem steinernem Trog und polygonaler Brunnensäule mit Abdeckplatte und bekrönender Kugel stammt aus dem 19. Jahrhundert. | BDA-Hist.: Q37817046 Status: § 2a Stand der BDA-Liste: 2025-06-30 Name: Brunnen GstNr.: 270/1 |
| ja   | Datei hochladen | Kath. Pfarrkirche, Wallfahrtskirche hl. Michael und ehem. Friedhof HERIS-ID: 55245 Objekt-ID: 63825 TKK: 62521       | Dörferstraße 55a Standort KG: Absam           | Die Kirche geht vermutlich ins 9. Jahrhundert zurück, wurde aber erst 1331 erstmals urkundlich erwähnt. Der heutige Bau wurde 1420–1440 als spätgotische Hallenkirche errichtet und um 1780 barockisiert. Der Innenraum wurde 1779 von Josef Anton Zoller mit Fresken ausgemalt. Seit 1797 ist die Kirche Ziel einer Marienwallfahrt. | BDA-Hist.: Q810118 Status: § 2a Stand der BDA-Liste: 2025-06-30 Name: Kath. Pfarrkirche, Wallfahrtskirche hl. Michael und ehem. Friedhof GstNr.: .115 Basilika Absam                                                        |
| ja   | Datei hochladen | Kriegerdenkmal HERIS-ID: 110579 Objekt-ID: 128286 TKK: 62523                                                         | gegenüber Dörferstraße 55 Standort KG: Absam  | Das Kriegerdenkmal nordwestlich der Basilika wurde um 1921 von Johannes Obleitner geschaffen. Es besteht aus einem hohen, sich nach oben verjüngenden Brecciesockel mit einem Tatzenkreuz, darauf einer monumentale Marmorfigur eines stehenden Soldaten mit Gewehr und Adler. Am Sockel sind Bronzetafeln mit den Namen der Gefallenen beider Weltkriege angebracht. | BDA-Hist.: Q37819520 Status: § 2a Stand der BDA-Liste: 2025-06-30 Name: Kriegerdenkmal GstNr.: .115 |
| ja   | Datei hochladen | Neuer Friedhof HERIS-ID: 108542 Objekt-ID: 126020 TKK: 62526                                                         | bei Dörferstraße 58a Standort KG: Absam       | Der neue Friedhof nördlich der Dörferstraße wurde 1905 geweiht und 1977 und 2002 nach Norden erweitert. An der Nordseite befinden sich historisierende Friedhofsarkaden mit einem betonten Mittelteil und dem von Karl Obleitner junior 1974 gestalteten Priestergrab, an der Südseite die nach Plänen von Arnold Amonn um 1966 errichtete Aufbahrungshalle mit Glasbetonfenstern. | BDA-Hist.: Q37812985 Status: § 2a Stand der BDA-Liste: 2025-06-30 Name: Neuer Friedhof GstNr.: 243, 246/2, 2374, 975/3, 2534, 2535 Friedhof Absam                                                                           |
| ja   | Datei hochladen | Ehem. Friedhofskapelle HERIS-ID: 110577 Objekt-ID: 128284 TKK: 62525                                                 | gegenüber Dörferstraße 60 Standort KG: Absam  | Die ehemalige Friedhofskapelle bei der Basilika wurde um 1878 errichtet. Der gemauerte Bau mit Satteldach und einfacher Putzgliederung weist an der Giebelfassade eine breite Rechtecktür mit mehrfach profiliertem Dreieckgiebel und flankierenden Rundbogennischen auf. Im Dreieckgiebel finden sich Symbole der Vergänglichkeit, in den Nischen Schriftbänder. | BDA-Hist.: Q37819485 Status: § 2a Stand der BDA-Liste: 2025-06-30 Name: Ehem. Friedhofskapelle GstNr.: .115 |
| ja   | Datei hochladen | Villa Benedicta HERIS-ID: 107839 Objekt-ID: 125202 TKK: 62615                                                        | Fanggasse 9 Standort KG: Absam                | Das zweigeschoßige, ansitzartige Gebäude mit Walmdach über kräftigem Kranzgesims wurde Ende des 19. Jahrhunderts in einem späthistoristischen Stil errichtet. An der Südseite reicht ein historistischer Holzverandenvorbau unter eigenem Satteldach über alle Geschoße. Der Zugang erfolgt an der Ostseite über einen zweiläufig gemauerten Treppenaufgang mit Schmiedeeisengeländer. | BDA-Hist.: Q37811172 Status: § 2a Stand der BDA-Liste: 2025-06-30 Name: Villa Benedicta GstNr.: .274 |
| ja   | Datei hochladen | Wandbild Fritz Berger HERIS-ID: 73955 Objekt-ID: 87339 TKK:                                                          | Fanggasse 9a Standort KG: Absam               | Das Sgraffito am 1952 errichteten ehemaligen Lehrerwohnhaus mit Szenen aus dem Absamer Dorfleben wurde 1953 von Fritz Berger im Rahmen der Kunst-am-Bau-Aktion des Landes Tirol geschaffen. | BDA-Hist.: Q38133743 Status: Bescheid Stand der BDA-Liste: 2025-06-30 Name: Wandbild Fritz Berger GstNr.: .577 |
| ja   | Datei hochladen | Kaiser Franz Josef-Brunnen HERIS-ID: 104825 Objekt-ID: 121706 TKK: 62614                                             | westlich Finkenberg 18 Standort KG: Absam     | Der Brunnen wurde zum 60-jährigen Thronjubiläum Kaiser Franz Josefs I. 1908 errichtet. Er besteht aus einem sich nach oben verjüngenden Brunnenstein aus Kunststein mit vorkragendem ovalem Steinbecken, zwei seitlichen Strebepfeilern und einem ovalen Inschriftenstein „1848 FJI 1908“, der von einem klassizistischen Kranz umgeben ist. Unterhalb des Brunnens befindet sich ein weiteres Natursteinbecken als Tiertränke. | BDA-Hist.: Q37802001 Status: § 2a Stand der BDA-Liste: 2025-06-30 Name: Kaiser Franz Josef-Brunnen GstNr.: .775 |
| ja   | Datei hochladen | Freyungskapelle, Berger-Kapelle HERIS-ID: 108551 Objekt-ID: 126031 TKK: 46592                                        | Halltal Standort KG: Absam                    | Die offene Wegkapelle mit flachem Walmdach und geradem Chorschluss wurde Ende des 17. Jahrhunderts errichtet. Laut Inschrift war sie das Grenzzeichen der Freiung des Salzberges, in der die Knappen der ordentlichen Gerichtsbarkeit des Stadt- und Landgerichtes entzogen waren. Im Vorraum mit vergitterter, korbbogig geschlossener Maueröffnung befindet sich ein Kreuzigungsbild von 1801, in den seitlichen Nischen Tafelbilder mit Heiligendarstellungen. | BDA-Hist.: Q37813027 Status: § 2a Stand der BDA-Liste: 2025-06-30 Name: Freyungskapelle, Berger-Kapelle GstNr.: .219 |
| ja   | Datei hochladen | Steinkreuze HERIS-ID: 108555 Objekt-ID: 126036 TKK: 62540                                                            | Halltal Standort KG: Absam                    | Beim Bettwelwurfbrünnl finden sich fünf in den Felsen geschlagene Steinkreuze mit der Jahreszahl 1565 und den Initialen der an dieser Stelle verunglückten Bergknappen. | BDA-Hist.: Q37813033 Status: § 2a Stand der BDA-Liste: 2025-06-30 Name: Steinkreuze GstNr.: 2318 |
| ja   | Datei hochladen | Kreuzstein HERIS-ID: 108556 Objekt-ID: 126037 TKK: 62541                                                             | Halltal Standort KG: Absam                    | In einen Steinblock sind drei Kreuze mit Buchstaben und der Jahreszahl 1529 gehauen, die an einen Unglücksfall von drei Bergknappen erinnern. Die Inschrift auf der 1986 darunter angebrachten Gedenktafel lautet: 1529. Gott hat zur letzten Schicht gerufen. Der weiße Tod hat sich auf den Weg gemacht, 3 Bergleut wurden von der Wucht der weißen Schwingen erfasst und in die ewige Heimat geholt. Der Himmel schwieg, der Tag lag bleich auf allen Dingen. Jahrhunderte gingen vorüber, das steinerne Mahnmal lebt. O. u. H. Wick 1986 | BDA-Hist.: Q37813043 Status: § 2a Stand der BDA-Liste: 2025-06-30 Name: Kreuzstein GstNr.: 2141 |
| ja   | Datei hochladen | Pulverturm HERIS-ID: 108557 Objekt-ID: 126038 TKK: 62542                                                             | Halltal Standort KG: Absam                    | Der eingeschoßige Rundbau mit Zeltdach, rechteckigem Kragsteinportal und Eisentür wurde im 16. Jahrhundert errichtet. Er diente zur Aufbewahrung des Pulvers, das zur Sprengung der Stollen verwendet wurde. | BDA-Hist.: Q37813054 Status: § 2a Stand der BDA-Liste: 2025-06-30 Name: Pulverturm GstNr.: .298 |
| ja   | Datei hochladen | Mittlere Ladhütte HERIS-ID: 108559 Objekt-ID: 126040 TKK: 62544                                                      | Halltal Standort KG: Absam                    | Der niedrige, eingeschoßige gemauerte Bau mit flachem Satteldach stammt aus der zweiten Hälfte des 19. Jahrhunderts. Er diente als Unterstand für die Bergknappen und zur Lagerung von Geräten. | BDA-Hist.: Q37813086 Status: § 2a Stand der BDA-Liste: 2025-06-30 Name: Mittlere Ladhütte GstNr.: .228 |
| ja   | Datei hochladen | Obere Ladhütte HERIS-ID: 108560 Objekt-ID: 126041 TKK: 62545                                                         | Halltal Standort KG: Absam                    | Das eingeschoßige, breit gelagerte, gemauerte Gebäude mit flachem Satteldach und breitem Portal aus der zweiten Hälfte des 19. Jahrhunderts diente als Unterstand für die Bergknappen und zur Lagerung von Nahrungsmitteln und Geräten. | BDA-Hist.: Q37813098 Status: § 2a Stand der BDA-Liste: 2025-06-30 Name: Obere Ladhütte GstNr.: .266 |
| ja   | Datei hochladen | Untere Ladhütte HERIS-ID: 38961 Objekt-ID: 38634 TKK: 62543                                                          | Halltal Standort KG: Absam                    | Der eingeschoßige, gemauerte Bau mit flachem Satteldach und breiter Toreinfahrt aus der zweiten Hälfte des 19. Jahrhunderts diente wie die beiden anderen Ladhütten als Unterstand für die Bergknappen und zur Lagerung von Geräten. | BDA-Hist.: Q37985857 Status: § 2a Stand der BDA-Liste: 2025-06-30 Name: Untere Ladhütte GstNr.: .220 |
| ja   | Datei hochladen | Königsberg-Betriebsgebäude HERIS-ID: 38959 Objekt-ID: 38631 TKK: 62546                                               | Halltal 25 Standort KG: Absam                 | Das sogenannte Herrenhaus wurde 1776–1780 anstelle von zerstörten Vorgängerbauten errichtet. Es diente der Unterbringung von hohen Beamten des Salzbergbaus. Der zweigeschoßige Bau über rechteckigem Grundriss weist ein an der Süd- und Ostseite freiliegendes Kellergeschoß und ein ausgebautes Mansardendach auf. Die Fassaden sind durch Putzfaschen und geputzte Quader gegliedert, in der Mittelachse der Südfassade befand sich ein Balkon mit Schmiedeeisengitter. Im Inneren haben sich künstlerisch bedeutende Tonnen- und Kreuzgewölbe im Keller erhalten. Die Deckenmalerei wurde 1934 von Franz Pernlochner geschaffen. 1999 wurde das Gebäude durch eine Lawine stark beschädigt. | BDA-Hist.: Q37985820 Status: Bescheid Stand der BDA-Liste: 2025-06-30 Name: Königsberg-Betriebsgebäude GstNr.: 2166, .239, .375 Herrenhaus (Halltal)                                                                        |
| ja   | Datei hochladen | Material- u. Zeugbewahrungsgebäude mit Kapelle hl. Rupert HERIS-ID: 38960 Objekt-ID: 38632 TKK: 62547, 62549         | Halltal Standort KG: Absam                    | Das sogenannte Knappenhäusl westlich des Herrenhauses wurde im 18. Jahrhundert erbaut. Der zweigeschoßige Bau weist ein Satteldach und einen holzverschalten, später aufgesetzten Dachreiter sowie beidseitig erdgeschoßige, dreiseitig geschlossenen Anbauten mit abgewalmten Dächern auf. Im Inneren sind die Decken einzelner Räume mit formatisierten Stuckrahmen gestaltet. Die im Norden anschließende zweijochige barocke Kapelle mit dreiseitigem Chorschluss wurde zwischen 1717 und 1725 errichtet. Die Flachdecke im Inneren ist mit einem zentralen Stuckfeld und einem Deckenbild von Franz Pernlochner von 1936 geschmückt. | BDA-Hist.: Q37985839 Status: Bescheid Stand der BDA-Liste: 2025-06-30 Name: Material- u. Zeugbewahrungsgebäude mit Kapelle hl. Rupert GstNr.: .240 Knappenhäusl                                                             |
| ja   | Datei hochladen | Areal Klosterruine St. Magdalena und Wirtschaftsgebäude HERIS-ID: 109992 Objekt-ID: 127640 TKK: 46477                | bei Halltal 23 Standort KG: Absam             | Ursprünglich von Einsiedlern bewohnte Zellen in St. Magdalena wurden 1447 von Waldschwestern aus Kürrenberg bei Konstanz bezogen, die ab 1452 nach der Regel der Augustiner-Eremitinnen lebten. Aufgrund des ungünstigen Standorts löste sich das Kloster ab 1500 allmählich auf und die Gebäude abgesehen von der Kirche verfielen. Von dem gotischen Baukomplex sind lediglich einige Mauerzüge und das Wirtschaftsgebäude vom Anfang des 16. Jahrhunderts erhalten. Dieser zweigeschoßige, in Mischbauweise errichtete Bau mit Satteldach mit östlich anschließendem Stallteil weist ein abgefastes, spätgotisches Breccieportal auf. Die hölzerne Tenne und der tonnengewölbte Stallraum werden heute für Veranstaltungszwecke genutzt. | BDA-Hist.: Q2222260 Status: § 2a Stand der BDA-Liste: 2025-06-30 Name: Areal Klosterruine St. Magdalena und Wirtschaftsgebäude GstNr.: 2148, 2149, 2150, 2151, 2153, 2154, 2333, 2334, .234, .235 Sankt Magdalena (Halltal) |
| ja   | Datei hochladen | Kath. Filialkirche hl. Maria Magdalena, Friedhof und Gasthof HERIS-ID: 22498 Objekt-ID: 18831 TKK: 7646, 115552      | Halltal 23 Standort KG: Absam                 | Die ehemalige Klosterkirche ist ein turmloser spätgotischer Saalbau mit steilem Schindeldach. An der Westfassade befindet sich ein spitzbogig abgefastes Portal, darüber Apostelzeichen mit segnender Hand sowie eine Sonnenuhr mit Rundmedaillon der hl. Maria Magdalena von Alois Höfer von 1957. Im Giebelbereich befindet sich eine schmale Nischenöffnung mit einer Glocke der Gießerfamilie Löffler von 1557. An die fensterlose Nordwand ist die Sakristei angebaut, die in den zweigeschoßigen Zubau der ehemaligen Kaplanei und heutigen Gastwirtschaft übergeht. Im Inneren haben sich zahlreiche gotische Baudetails sowie spätgotische Wandmalereien erhalten. Die barocke Wandmalerei Mannalese im Chor wurde 1736 von Josef Giner geschaffen. Das ursprüngliche Kaplaneihaus wurde 1486 erstmals urkundlich erwähnt und 1874 als Gastwirtschaft eingerichtet. Der zweigeschoßige Bau mit flachem Satteldach ist traufseitig mit einer vorgelagerten Holzveranda erschlossen. | BDA-Hist.: Q37869793 Status: Bescheid Stand der BDA-Liste: 2025-06-30 Name: Kath. Filialkirche hl. Maria Magdalena, Friedhof und Gasthof GstNr.: .233, .232, 2152 Sankt Magdalena (Halltal)                                 |
| ja   | Datei hochladen | Wohnhaus, ehem. Schmiede HERIS-ID: 45372 Objekt-ID: 46686 TKK: 62539                                                 | Karl Zanger-Straße 12 Standort KG: Absam      | Die schmale talseitige einachsige Fassade schließt ein langgestrecktes Gebäude in Hanglage ab. Das Krüppelwalmdach umschließt einen Balkon zu einer kleinen überdachten Freisitz. Die Fassade ist reich bemalt und zeigt in barocken Medaillons Christophorus, Florian, Mariahilf und ein Wappen mit der Jahresangabe 1740. | BDA-Hist.: Q23689734 Status: § 57-Mandatsbescheid Stand der BDA-Liste: 2025-06-30 Name: Wohnhaus, ehem. Schmiede GstNr.: .34                                                                                                |
| ja   | Datei hochladen | Friedhof Absam HERIS-ID: 104281 Objekt-ID: 120935 TKK: 62530                                                         | bei Krippstraße 2 Standort KG: Absam          | Der nördliche und größere Teil des 1898 angelegten Haller Friedhofs liegt auf Absamer Gemeindegebiet. Darin befinden sich die Aufbahrungshalle, das Friedhofskreuz, Arkaden und bemerkenswerte Grabdenkmäler. Die von Peter von Stadl entworfene Friedhofskapelle ist ein romanisierender Zentralbau mit seitlichen Arkadenflügeln. Das Innere weist eine Schirmkuppel über Absenkern mit Knospenkapitellen auf, die fünf Wandnischen wurden 1900–1903 von Alfons Siber mit Christus, dem hl. Michael und symbolischen Darstellungen zu Tod und Ewigem Leben ausgemalt. | BDA-Hist.: Q37799106 Status: § 2a Stand der BDA-Liste: 2025-06-30 Name: Friedhof Absam GstNr.: 1700/15, 1700/4, 1700/5, 1700/6, 1700/7, 1702, .278, 1705 Friedhof Hall in Tirol                                             |
| ja   | Datei hochladen | Brunnen HERIS-ID: 110108 Objekt-ID: 127762 TKK: 62607                                                                | gegenüber Krippstraße 20a Standort KG: Absam  | Der Brunnen mit einem längsrechteckigen Steintrog und einer polygonalen Brunnensäule mit Abdeckplatte stammt aus dem 19. Jahrhundert. | BDA-Hist.: Q37817087 Status: § 2a Stand der BDA-Liste: 2025-06-30 Name: Brunnen GstNr.: 58 |
| ja   | Datei hochladen | Brunnen HERIS-ID: 110112 Objekt-ID: 127766 TKK: 62611                                                                | gegenüber Krippstraße 33 Standort KG: Absam   | Der Brunnen steht unter einer Verdachung und besteht aus einem längsrechteckigen Steintrog von 1853 und einem schmiedeeisernen Ausguss an der Längsseite. | BDA-Hist.: Q37817155 Status: § 2a Stand der BDA-Liste: 2025-06-30 Name: Brunnen GstNr.: 2214 |
| ja   | Datei hochladen | Wohnhaus des Architekten Lois Welzenbach, Welzenbacher-Haus HERIS-ID: 56727 Objekt-ID: 66280 TKK: 62585              | Krüseweg 17 Standort KG: Absam                | Das Wohnhaus wurde 1945 von Lois Welzenbacher für den Eigenbedarf nach den Bestimmungen der „Kriegsnotverordnung“ errichtet. Das zweigeschoßige, turmartige Gebäude über quadratischem Grundriss mit Walmdach weist Holzbalkone an der Ost- und Westfassade und wenige Fenster auf. Im Inneren haben sich noch die ursprünglichen Strukturen, zum Teil auch die originale von Welzenbacher entworfene Ausstattung erhalten. 1997/1998 wurde nördlich ein abgesetzter Zubau nach Plänen von Wolfgang Stöger und Christoph Zelger errichtet. | BDA-Hist.: Q38073296 Status: Bescheid Stand der BDA-Liste: 2025-06-30 Name: Wohnhaus des Architekten Lois Welzenbach, Welzenbacher-Haus GstNr.: 1585/3                                                                      |
| ja   | Datei hochladen | Ansitz Melans HERIS-ID: 38965 Objekt-ID: 38638 TKK: 62572, 62579, 62571, …                                           | Melans 1 Standort KG: Absam                   | Der auf einem Hügel stehende Ansitz geht ins 14. Jahrhundert zurück und war ursprünglich Lehensbesitz des Hochstiftes Augsburg. 1516 wurde eine Kapelle geweiht. Nach den Fieger hatten die Zott von Berneck von 1535 bis 1660 Melans inne, seit 1815 ist es im Besitz der heutigen Eigentümer. Im Kern aus dem Mittelalter stammend, wurde die Anlage um 1700 und 1890 umgebaut. Der Ansitz besteht aus dem Herrenhaus samt Kapelle im Westen, dem ehemaligen Wirtschaftsgebäude im Norden, einem Nebenhaus im Osten und einem Glashaus (die ehemalige Orangerie) im Süden, die verbunden durch zinnenbekrönte Umfassungsmauern um einen annähernd quadratischen Innenhof gruppiert sind. Die Kapelle wurde 1890/91 im neugotischen Stil neu gebaut. Im Südwesten ist auf einer aufgeschütteten Terrasse ein Barockgarten angelegt. | BDA-Hist.: Q16054404 Status: Bescheid Stand der BDA-Liste: 2025-06-30 Name: Ansitz Melans GstNr.: 1526/1, .156 Absam, Ansitz Melans                                                                                         |
| ja   | Datei hochladen | Kath. Pfarrkirche hl. Josef und Pfarrzentrum HERIS-ID: 108549 Objekt-ID: 126029 TKK: 62531                           | Salzbergstraße 50 Standort KG: Absam          | Die Pfarrkirche Eichat mit südlich anschließendem Pfarrzentrum wurde 1969–1972 nach Plänen von Rudolf Siegert, Hermann Hanak und Hans Goidinger errichtet. Der schlichte, turmlose Bau über rechteckigem Grundriss wird im Inneren durch seitliche Fensterbänder belichtet. | BDA-Hist.: Q37813010 Status: § 2a Stand der BDA-Liste: 2025-06-30 Name: Kath. Pfarrkirche hl. Josef und Pfarrzentrum GstNr.: 2018 Pfarrkirche Absam-Eichat                                                                  |
| ja   | Datei hochladen | Brunnen HERIS-ID: 110105 Objekt-ID: 127759 TKK: 62613                                                                | Sportplatzweg Standort KG: Absam              | Der Brunnen besteht aus einem längsrechteckigen steinernen Brunnentrog von 1852 und einer sich nach oben verjüngenden Naturstein-Brunnensäule mit einfachem Ausfluss an der Längsseite. | BDA-Hist.: Q37817009 Status: § 2a Stand der BDA-Liste: 2025-06-30 Name: Brunnen GstNr.: 2033/186 |
| ja   | Datei hochladen | Heimatmuseum, ehem. Feuerwehrhaus HERIS-ID: 73970 Objekt-ID: 87354 TKK: 35732                                        | Stainerstraße 1 Standort KG: Absam            | Das Gebäude wurde 1928 als Spritzenhaus der Feuerwehr errichtet und dient heute als Gemeinde- und Fasnachtmuseum. Das zweigeschoßige, in Mischbauweise aufgeführte Gebäude über rechteckigem Grundriss mit vorspringendem Baukörper an der Nordseite ist mit einem allseits vorkragenden Satteldach gedeckt. In der Nordwestecke sind Reste des hölzernen Schlauchturms integriert. An der Giebelfassade befindet sich eine Darstellung des hl. Florian, über dem steingewändeten Rundbogenportal ein schmiedeeiserner Ausleger mit Darstellung von Fasnachtmasken, der von Karl Obleitner junior 2003 gestaltet wurde. | BDA-Hist.: Q38133801 Status: Bescheid Stand der BDA-Liste: 2025-06-30 Name: Heimatmuseum, ehem. Feuerwehrhaus GstNr.: .405                                                                                                  |
| ja   | Datei hochladen | Ansitz Krippach HERIS-ID: 38966 Objekt-ID: 38640 TKK: 62564, 62567                                                   | Stainerstraße 4 Standort KG: Absam            | Der spätmittelalterliche mit Rondellen befestige Bau wurde im 17. Jahrhundert durch mehrere Erdbeben zerstört und danach teilweise wieder aufgebaut. Dabei wurde im Turm mit Zwiebelhaube im dritten Geschoß eine Kapelle mit neugotischem Gewölbe eingebaut. Der Altar mit einer Madonnaschnitzfigur von Schnitzer Josef Miller zeigt Flügelbilder vom Maler Franz Hellweger. | BDA-Hist.: Q16320807 Status: Bescheid Stand der BDA-Liste: 2025-06-30 Name: Ansitz Krippach GstNr.: .79/1, .79/2 |
| ja   | Datei hochladen | Volksschule Absam HERIS-ID: 110116 Objekt-ID: 127770 TKK: 62598                                                      | Stainerstraße 5 Standort KG: Absam            | Der langgestreckte, dreigeschoßige Bau mit Walmdach über breiter Hohlkehle wurde 1903–1905 errichtet und 1949/1950 erweitert. Die Süd- und Nordseite weisen risalitartig über die Bauflucht vorkragende Bauteile auf. An der Nordseite befinden sich der eingeschnittene Eingangsbereich auf mächtigen Pilastern und ein einachsiger Risalit mit geschwungenem Giebel. Das Wandbild „Gottvater über Absam“ mit Sonnenuhr an der Südfassade wurde 1950 von Toni Kirchmayr geschaffen. | BDA-Hist.: Q37817228 Status: § 2a Stand der BDA-Liste: 2025-06-30 Name: Volksschule Absam GstNr.: .305 |
| ja   | Datei hochladen | Sterbehaus Jakob Stainer HERIS-ID: 38967 Objekt-ID: 38641 TKK: 62593                                                 | Stainerstraße 7 Standort KG: Absam            | Der aus dem 16. Jahrhundert stammende, im Kern gotische Einhof wurde 1959 weitgehend erneuert. Der zweigeschoßige Bau mit Satteldach weist ein gotisches Rundbogenportal aus Nagelfluh und an der Nordfassade ein Wappenfresko von 1649 auf. An der Giebelfassade erinnert eine Gedenktafel an den Geigenbauer Jakob Stainer, der 1683 in diesem Haus starb. | BDA-Hist.: Q37985889 Status: Bescheid Stand der BDA-Liste: 2025-06-30 Name: Sterbehaus Jakob Stainer GstNr.: .123 |
| ja   | Datei hochladen | Stationsbildstöcke HERIS-ID: 108548 Objekt-ID: 126027 TKK: 62529, 152088, 152089, …                                  | Walburga Schindl-Straße Standort KG: Absam    | Die vierzehn schlichten gemauerten Bildstöcke mit schindelgedeckten Satteldächern entlang der Walburga-Schindl-Straße wurden 1913 errichtet. Manche der ehemals freistehenden Bildstöcke sind heute in Wohnhäuser integriert. In den quadratischen Nischen befinden sich in Secco gemalte Stationsbilder auf Kupferblech mit Darstellungen des Kreuzwegs von Josef Bachlechner dem Älteren. | BDA-Hist.: Q37812998 Status: § 2a Stand der BDA-Liste: 2025-06-30 Name: Stationsbildstöcke GstNr.: 2362 Absam, Stationsbildstöcke, Walburga-Schindl-Straße                                                                  |
| ja   | Datei hochladen | Widum HERIS-ID: 55244 Objekt-ID: 63824 TKK: 62528                                                                    | Walburga Schindl-Straße 20 Standort KG: Absam | Der zweigeschoßige Bau mit einfacher architektonischer Gliederung und Satteldach stammt im Kern aus dem 16. Jahrhundert. An der Westseite befindet sich ein gotisches, rundbogig geschlossenes Nagelfluhportal. | BDA-Hist.: Q38064275 Status: § 2a Stand der BDA-Liste: 2025-06-30 Name: Widum GstNr.: 291 |
| ja   | Datei hochladen | Gasthof Kirchenwirt HERIS-ID: 87226 Objekt-ID: 101616 TKK: 42022                                                     | Walburga Schindl-Straße 31 Standort KG: Absam | Das Gebäude wurde im 19. Jahrhundert als zweigeschoßiger Mauerbau über rechteckigem Grundriss mit Krüppelwalmdach und ausgebautem Dachgeschoß errichtet. Der ehemalige Gasthof dient seit 2009 als Gemeindemuseum. Die nördlichen Achsen der Ostseite sind direkt mit dem Nachbarhaus verbunden. Der Bau ist an den unverbauten Seiten durch plastische Putzformen reich gegliedert. Die fünfachsige Hauptfassade weist einen Obergeschoßbalkon und einen mittig situierten Eingang auf. Im Westen schließt die eingeschoßige, walmgedeckte, 1918 errichtete spätgründerzeitliche Holzveranda an. Der auf einen gemauerten Sockel gesetzte Fachwerk-Riegelbau ist über rechteckigem Grundriss aufgeführt und richtet seine Schauseiten gegen Süden und Westen. Als optisches Gelenk ist der oktogonale vierachsige Eckturm mit achteckigem Pultdach und aufgesetzter zeltgedeckter Holzlaterne eingefügt.                                                                                  | BDA-Hist.: Q37719070 Status: Bescheid Stand der BDA-Liste: 2025-06-30 Name: Gasthof Kirchenwirt GstNr.: 257/1 |
| ja   | Datei hochladen | Mesnerhaus HERIS-ID: 55246 Objekt-ID: 63826 TKK: 62522                                                               | Walburga Schindl-Straße 35 Standort KG: Absam | Das zwei- bis dreigeschoßige Gebäude mit Krüppelwalmdach, unregelmäßiger Fassadengliederung und bemerkenswerten gotischen Baudetails im Inneren und Äußeren stammt im Kern aus dem 15. Jahrhundert. Die im Osten angebaute Votivkapelle ist durch ein Kielbogenportal mit mehrfach gekehltem Gewände und sich überkreuzenden Stäben erschlossen. Der einfache saalartige Innenraum der Kapelle ist mit einem Deckenfresko von Alois Posch versehen und beherbergt mehr als 400 Votivtafeln. | BDA-Hist.: Q38064283 Status: § 2a Stand der BDA-Liste: 2025-06-30 Name: Mesnerhaus GstNr.: .114 |
| ja   | Datei hochladen | Elektrizitätswerk der Stadt Hall i. T. HERIS-ID: 86343 Objekt-ID: 100634 TKK: 62601                                  | Walderstraße 1 Standort KG: Absam             | Das Kraftwerk an der Walderbrücke, das die Wasserkraft des Weißenbachs nutzt, wurde 1911–1913 von der Stadt Hall nach Plänen von Hans Illmer errichtet. Es besteht aus einer vierjochigen Maschinenhalle und einem querschiffartig angesetzten Schaltraum mit teils steinverkleideten Segmentbogenöffnungen. Nach einem niedrigeren Bauteil schließt ein zweigeschoßiges Wohnhaus mit Krüppelwalmdach und zweiseitigem Erker an. | BDA-Hist.: Q37715443 Status: § 2a Stand der BDA-Liste: 2025-06-30 Name: Elektrizitätswerk der Stadt Hall i. T. GstNr.: .353 Elektrizitätswerk Walder Straße, Absam                                                          |
| ja   | Datei hochladen | Kapelle zur Schmerzhaften Muttergottes beim Wiesenhof, Wiesenhof-Kapelle HERIS-ID: 67284 Objekt-ID: 80235 TKK: 30109 | bei Walderstraße 26 Standort KG: Absam        | Die Kirche wurde 1723–1732 als Schlosskirche des 1805 abgebrannten Ansitzes Braitwieshof erbaut. Der barocke Saalbau mit westlicher Apsis und Turm an der Ostseite ist an den Fenstern und Gebäudekanten durch gemalte Umrahmung bzw. Quaderung betont. Das Innere weist ein tonnengewölbtes Langhaus mit Stichkappen und eine gemalte Pilastergliederung, Fensterrahmungen und üppige Laub-Bandlwerkdekoration auf. Die Fresken mit dem zentralen Deckenbild der Himmelfahrt und Krönung Mariens wurden 1740 von Josef Ignaz Mildorfer geschaffen. Bei einer Restaurierung wurde 1978 an der Stirnwand eine zeitgleich gemalte Altararchitektur freigelegt. | BDA-Hist.: Q38116241 Status: Bescheid Stand der BDA-Liste: 2025-06-30 Name: Kapelle zur Schmerzhaften Muttergottes beim Wiesenhof, Wiesenhof-Kapelle GstNr.: .221 Wiesenhof-Kapelle                                         |

## Ehemalige Denkmäler
| Foto |                 | Denkmal                                      | Standort                           | Beschreibung | Metadaten                                                                                         |
| ---- | --------------- | -------------------------------------------- | ---------------------------------- | --- | ------------------------------------------------------------------------------------------------- |
| ja   | Datei hochladen | Wohnhaus Objekt-ID: 38630 TKK: 62592bis 2018 | Dörferstraße 52 Standort KG: Absam | Der ehemalige Einhof wurde 1940 wegen seiner gemalten Fensterumrahmungen, guten Proportionen und Baudetails unter Denkmalschutz gestellt, jedoch um 1970 abgerissen und durch einen Neubau ersetzt. | BDA-Hist.: Q37985803 Status: Bescheid Stand der BDA-Liste: 2018-01-22 Name: Wohnhaus GstNr.: .120 |